# Rescue & Restore
Rescue & Restore is het zesde studioalbum van de Amerikaanse metalcoreband August Burns Red. Het album piekte op een 19e plaats in de Billboard 200 en was het laatste album dat de band via Solid State Records uitbracht.

## Nummers
| 1.                 | Provision            | 4:40 |
| 2.                 | Treatment            | 5:14 |
| 3.                 | Spirit Breaker       | 4:51 |
| 4.                 | Count It All as Lost | 4:09 |
| 5.                 | Sincerity            | 3:17 |
| 6.                 | Creative Captivity   | 4:42 |
| 7.                 | Fault Line           | 4:03 |
| 8.                 | Beauty in Tragedy    | 4:51 |
| 9.                 | Animals              | 3:29 |
| 10.                | Echoes               | 4:23 |
| 11.                | The First Step       | 4:24 |
| Totale duur: 48:07 |                      |      |

## Formatie
- Jake Luhrs – leidende vocalen
- JB Brubaker – leidende gitaar
- Brent Rambler – slaggitaar
- Dustin Davidson – bas, achtergrondvocalen
- Matt Greiner – drums, piano